# Васильєв Олексій Федорович
Олексій Федорович Васильєв (нар. 1 січня 1947, тепер Російська Федерація) — український радянський діяч, слюсар Запорізького електротехнічного заводу. Депутат Верховної Ради УРСР 11-го скликання.

## Біографія
Освіта середня.
З 1964 року — слюсар, наладчик Запорізького електротехнічного заводу. Служив у Військово-Морському флоті СРСР.
З 1971 року — слюсар Запорізького електротехнічного заводу.
Потім — на пенсії в місті Запоріжжі.

## Нагороди
- ордени
- медалі